# Masters de tennis féminin 2013
Le Masters de tennis féminin est un tournoi de tennis professionnel féminin. L'édition 2013, classée en catégorie Masters, se dispute à Istanbul du 21 au 27 octobre 2013.
Serena Williams remporte le simple dames. En finale, elle bat Li Na, décrochant à cette occasion le 57e titre de sa carrière sur le circuit WTA.
L'épreuve de double voit quant à elle s'imposer Hsieh Su-Wei et Peng Shuai.

## Faits marquants
- Le Masters de fin de saison se déroule pour la troisième et dernière fois à Istanbul au Sinan Erdem Dome.
- Le 7 octobre 2013, Maria Sharapova annonce qu'elle met un terme à sa saison et donc qu'elle ne participera pas au Masters à cause d'une blessure à l'épaule droite.
- Au 11 octobre 2013, les 8 joueuses qualifiées sont : Serena Williams, Victoria Azarenka, Agnieszka Radwańska, Li Na, Petra Kvitová, Sara Errani, Jelena Janković et Angelique Kerber.

## Fonctionnement de l'épreuve
L'épreuve se dispute selon les modalités dites du « round robin ». Les huit meilleures joueuses de la saison sont séparées en deux groupes de quatre : un groupe dit « blanc » et l'autre « rouge », correspondant aux couleurs du drapeau turc. S'affrontant toutes entre elles, seules les deux premières joueuses de chacun sont conviées en demi-finale, avant l'ultime confrontation pour le titre.
Le double dames aligne les quatre paires les plus performantes de l'année dans un classique tableau à élimination directe (demi-finales et finale).

### Joueuses
| 1. Serena Williams (Vainqueur) 2. Victoria Azarenka (Poules) 3. Agnieszka Radwańska (Poules) 4. Li Na (Finale) | 1. Petra Kvitová (1/2 finale) 2. Sara Errani (Poules) 3. Jelena Janković (1/2 finale) 4. Angelique Kerber (Poules) |

### Remplaçantes
| 1. Caroline Wozniacki | 1. Sloane Stephens |

## Résultats en simple

### Groupe I (rouge)
| # | Vainqueur        | Adversaire          | Score          |
| 1 | Serena Williams  | Angelique Kerber    | 6-3, 6-1       |
| 2 | Petra Kvitová    | Agnieszka Radwańska | 6-4, 6-4       |
| 3 | Serena Williams  | Agnieszka Radwańska | 6-2, 6-4       |
| 4 | Angelique Kerber | Agnieszka Radwańska | 6-2, 6-2       |
| 5 | Serena Williams  | Petra Kvitová       | 6-2, 6-3       |
| 6 | Petra Kvitová    | Angelique Kerber    | 6-73, 6-2, 6-3 |

| # | N°  | Joueuse             | Matchs gagnés-perdus | Sets gagnés-perdus |
| 1 | (1) | Serena Williams     | 3-0                  | 6-0                |
| 2 | (5) | Petra Kvitová       | 2-1                  | 4-3                |
| 3 | (8) | Angelique Kerber    | 1-2                  | 3-4                |
| 4 | (3) | Agnieszka Radwańska | 0-3                  | 0-6                |

### Groupe II (blanc)
| # | Vainqueur         | Adversaire        | Score         |
| 1 | Victoria Azarenka | Sara Errani       | 7-64, 6-2     |
| 2 | Li Na             | Sara Errani       | 6-3, 7-65     |
| 3 | Jelena Janković   | Victoria Azarenka | 6-4, 6-3      |
| 4 | Li Na             | Jelena Janković   | 6-3, 2-6, 6-3 |
| 5 | Li Na             | Victoria Azarenka | 6-2, 6-1      |
| 6 | Sara Errani       | Jelena Janković   | 6-4, 6-4      |

| # | N°  | Joueuse           | Matchs gagnés-perdus | Sets gagnés-perdus |
| 1 | (4) | Li Na             | 3-0                  | 6-1                |
| 2 | (7) | Jelena Janković   | 1-2                  | 3-4                |
| 3 | (2) | Victoria Azarenka | 1-2                  | 2-4                |
| 4 | (6) | Sara Errani       | 1-2                  | 2-4                |

### Tableau final
|  |                 |                 |            |            |            |                 |                 |        |        |        |        |        |
|  | 1/2 finale      | 1/2 finale      | 1/2 finale | 1/2 finale | 1/2 finale |                 |                 | Finale | Finale | Finale | Finale | Finale |
|  | 26 octobre 2013 | 26 octobre 2013 | 2 h 6      | 2 h 6      | 2 h 6      |                 |                 |        |        |        |        |        |
|  | 26 octobre 2013 | 26 octobre 2013 | 2 h 6      | 2 h 6      | 2 h 6      |                 |                 |        |        |        |        |        |
|  | Serena Williams | (1)             | 6          | 2          | 6          |                 |                 |        |        |        |        |        |
|  | Serena Williams | (1)             | 6          | 2          | 6          | 27 octobre 2013 | 27 octobre 2013 | 2 h 9  | 2 h 9  | 2 h 9  |        |        |
|  | Jelena Janković | (7)             | 4          | 6          | 4          | 27 octobre 2013 | 27 octobre 2013 | 2 h 9  | 2 h 9  | 2 h 9  |        |        |
|  | Jelena Janković | (7)             | 4          | 6          | 4          | Serena Williams | (1)             | 2      | 6      | 6      |        |        |
|  | 26 octobre 2013 | 26 octobre 2013 | 1 h 36     | 1 h 36     | 1 h 36     | Serena Williams | (1)             | 2      | 6      | 6      |        |        |
|  | 26 octobre 2013 | 26 octobre 2013 | 1 h 36     | 1 h 36     | 1 h 36     |                 |                 | Li Na  | (4)    | 6      | 3      | 0      |
|  | Petra Kvitová   | (5)             | 4          | 2          |            |                 |                 | Li Na  | (4)    | 6      | 3      | 0      |
|  | Petra Kvitová   | (5)             | 4          | 2          |            |                 |                 |        |        |        |        |        |
|  | Li Na           | (4)             | 6          | 6          |            |                 |                 |        |        |        |        |        |
|  | Li Na           | (4)             | 6          | 6          |            |                 |                 |        |        |        |        |        |

## Résultats en double

### Parcours
| No | Équipe                    | Résultat   | Ultimes adversaires              |
| -- | ------------------------- | ---------- | -------------------------------- |
| 1  | Sara Errani Roberta Vinci | 1/2 finale | Ekaterina Makarova Elena Vesnina |
| 2  | Hsieh Su-Wei Peng Shuai   | Victoire   | Ekaterina Makarova Elena Vesnina |

### Tableau
|  |                                  |                                  |                         |          |          |   |    |        |        |        |        |        |
|  | 1er tour                         | 1er tour                         | 1er tour                | 1er tour | 1er tour |   |    | Finale | Finale | Finale | Finale | Finale |
|  |                                  |                                  |                         |          |          |   |    |        |        |        |        |        |
|  |                                  |                                  |                         |          |          |   |    |        |        |        |        |        |
|  | Sara Errani Roberta Vinci        | (1)                              | 6                       | 5        | 3        |   |    |        |        |        |        |        |
|  | Sara Errani Roberta Vinci        | (1)                              | 6                       | 5        | 3        |   |    |        |        |        |        |        |
|  | Ekaterina Makarova Elena Vesnina |                                  | 4                       | 7        | 10       |   |    |        |        |        |        |        |
|  | Ekaterina Makarova Elena Vesnina | Ekaterina Makarova Elena Vesnina | 4                       | 7        | 10       |   | 4  | 5      |        |        |        |        |
|  |                                  |                                  |                         |          |          |   | 4  | 5      |        |        |        |        |
|  |                                  |                                  | Hsieh Su-Wei Peng Shuai | (2)      | 6        | 7 |    |        |        |        |        |        |
|  | Nadia Petrova Katarina Srebotnik |                                  | Hsieh Su-Wei Peng Shuai | (2)      | 6        | 7 | 65 | 2      |        |        |        |        |
|  | Nadia Petrova Katarina Srebotnik |                                  |                         |          |          |   | 65 | 2      |        |        |        |        |
|  | Hsieh Su-Wei Peng Shuai          | (2)                              | 7                       | 6        |          |   |    |        |        |        |        |        |
|  | Hsieh Su-Wei Peng Shuai          | (2)                              | 7                       | 6        |          |   |    |        |        |        |        |        |